# Proxima Midnight
Proxima Midnight is een personage uit de strips van Marvel Comics. Zij kwam voor het eerst als cameo voor in Avengers #8 (september 2013) en maakte haar debuut in Infinity #1 (oktober 2013). Zij is bedacht door Jonathan Hickman en Mike Deodato. Proxima Midnight is lid van de schurkengroep van Thanos genaamd Black Order.
De Nederlandse stem van Proxima Midnight is Donna Vrijhof.

## In andere media

### Marvel Cinematic Universe
Sinds 2018 verscheen het personage in het Marvel Cinematic Universe. De stem voor Proxima Midnight wordt ingesproken door Carrie Coon en de motion capture-vertolking werd door Monique Ganderton gedaan. Proxima Midnight is samen met Cull Obsidian, Corvus Glaive en Ebony Maw lid van de schurkengroep van Thanos, genaamd Black Order. Samen met Corvus Glaive gaat zij naar de aarde om de oneindigheidssteen die in Vision zijn hoofd zit, te bemachtigen. Ze raken in gevecht met Scarlet Witch en Vision en het lijkt erop dat ze gaan winnen totdat Captain America, Black Widow en Falcon opduiken en zich in het gevecht mengen. Ze besluiten zich uiteindelijk terug te trekken. Later verschijnt zij met Cull Obsidian in Wakanda om daar de strijd met de Avengers aan te gaan. Proxima Midnight belandt in een gevecht met Scarlet Witch, Black Widow en Okoye waarbij ze uiteindelijk om het leven komt. Doordat de overgebleven Avengers vijf jaar later terug in de tijd gaan om de oneindigheidsstenen voor Thanos proberen te bemachtigen, keert Proxima Midnight terug. Ze reist vanuit het jaartal 2014 naar de huidige tijd om samen met de troepen van Thanos tegen de Avengers te vechten. In deze strijd komt ze wederom om het leven. Proxima Midnight is te zien in de volgende films en serie:
- Avengers: Infinity War (2018)
- Avengers: Endgame (2019)
- What If...? (2021) (stem) (Disney+)

### Televisieseries
Het personage Proxima Midnight is onder andere te zien in de volgende televisieseries: 
- Avengers Assemble
- Guardians of the Galaxy